# 공현
공현(1988년~)은 대한민국의 사회운동가이다. 본명은 유윤종이다.

## 활동
고등학생 시절 두발 제한 등의 문제와 부딪히면서 청소년운동의 필요성을 느꼈다. 고등학생 시절 학내에서 청소년인권 문제 등을 제기하며 활동하다가 청소년인권행동 아수나로에 가입하게 됐다. 그 외에도 '청소년활동기상청 활기'에서 활동했다. '교육공동체 벗' 출판사의 편집자로 일하고 있으며, 2020년 단체 '청소년인권운동연대 지음'의 출범을 준비했다.
2009년 11월에는 서울 광화문에서 대학평준화를 외치는 플래시몹을 했다가, 공무집행방해죄로 법정 다툼을 벌이기도 했다.
2011년에는 학생인권조례제정운동 서울본부에서 활동하면서 학생인권조례의 제정을 위한 활동을 했다.
청소년 온라인게임 셧다운제를 반대하는 활동을 했다.
2017년부터 촛불청소년인권법제정연대에서 청소년 참정권 보장, 학생인권법 제정 등을 요구하는 활동을 했다.

## 대학거부 및 병역 거부
2011년부터는 '투명가방끈' 단체에서 대학거부운동을 하고 있다. 서울대 사회과학대 학생이던 본인도 2011년 학교를 자퇴했다. 서울대 내에 붙인 대자보에서 그는 "입시경쟁에 대해 학벌 사회와 대학 교육의 의미에 대해 생각해주시면 좋겠다"며 "이 자명한 입시와 교육과 대학 체제에 물음표를 던지고 싶었다"고 말했다.
2011년 11월 29일 공현은 입대 예정일임에도 불구하고 군대에 가지 않고 양심적 병역 거부를 선언했다. 선언문에서 공현은 획일적인 국가주의에 반감을 가졌고, 오정록, 오태양 등 초창기 병역 거부자들의 영향을 받았다고 밝혔다.
병역거부를 이유로 징역 1년 6월을 선고받고 2012년 4월부터 2013년 8월까지 수감 생활을 했다. 수감 중 편지를 통해 SNS에 수감 생활에 대한 내용을 올렸다는 이유로 서신검열 대상으로 지정되어 이에 대해 국가인권위 진정과 행정소송 등을 제기했다. 출소한 후 공현은 감옥에서 만화책을 금지하는 것에 대해 문제제기를 하여 만화책이 허용되는 데 기여했다.

## 저서
- 《머리에 피도 안마른 것들 인권을 넘보다》. 메이데이. 2009년. ISBN 9788991402317(공저)
- 《청소년인권수첩》. 양철북. 2010년. ISBN 9788963720333(공저)
- 《인권, 교문을 넘다 - 학생인권 쟁점탐구》. 한겨레에듀. 2011년. ISBN 9788984314498(공저)
- 《가장 인권적인, 가장 교육적인 - 학생인권이 교육에 묻다》. 교육공동체벗. 2012년. ISBN 9788996603450(공저)
- 《우리는 대학을 거부한다》. 오월의봄. 2015년. ISBN 9788997889631(공저)
- 《인물로 만나는 청소년운동사》. 교육공동체 벗. 2016년. ISBN 9788968800276(공저)
- 《우리는 현재다 - 청소년이 만들어온 한국 현대사》. 빨간소금. 2016년. ISBN 9791195963812(공저)
- 《가장 민주적인, 가장 교육적인 - 가르치는 민주주의를 넘어》. 교육공동체 벗. 2017년. ISBN 9788968800429(공저)
- 《소년소녀, 정치하라!》. 우리학교. 2017년. ISBN 9791187050476(공저)
- 《삐딱할 용기》. 교육공동체 벗. 2018년. ISBN 978-89-6880-109-9(공저)
- 《그런 자립은 없다》. 교육공동체 벗. 2019년. ISBN 978-89-6880-112-9(공저)
- 《세월호라는 기표》. 교육공동체 벗. 2019년. ISBN 978-89-6880-115-0(공저)
- 《체벌 거부 선언》. 교육공동체 벗. 2019년. ISBN 978-89-6880-116-7(공저)
- 《유예된 존재들 - 청소년인권의 도전》. 교육공동체 벗. 2020년. ISBN 978-89-6880-128-0
- 《민주시민교육, 어떻게 할까》. 민들레. 2020년. ISBN 978-89-88613-86-3(공저)
- 《아동·청소년의 권리에 관한 연구》. 경인문화사. 2020년. ISBN 978-89-499-4889-8(공저)
- 《능력주의와 불평등 - 능력에 따른 차별은 공정하다는 믿음에 대하여》. 교육공동체 벗. 2020년. ISBN 978-89-6880-142-6(공저)
- 《나를 지키는 법, 내가 고치는 법 - 청소년을 위한 법 설명서》. 교육공동체 벗. 2021년. ISBN 978-89-6880-147-1(공저)
- 《한국 교육의 오늘을 읽다 - 22개의 키워드로 보는 교육계 지형》. 교육공동체벗. 2023년. ISBN 978-89-6880-174-7 (공저)
- 《학교를 바꾼 인권 선언 - 학생인권조례의 거의 모든 것》. 교육공동체벗. 2024년. ISBN 978-89-6880-186-0 (공저)
- 《노키즈존 한국 사회》. 교육공동체벗. 2025년. ISBN 978-89-6880-193-8 (공저)